# Jack Beresford
Jack Beresford (właśc. Jack Beresford-Wiszniewski, ur. 1 stycznia 1899 w Chiswick, zm. 3 grudnia 1977 w Shiplake) – brytyjski wioślarz, pięciokrotny medalista olimpijski.

## Życiorys
Jako pierwszy wioślarz w historii startował na pięciu igrzyskach olimpijskich, za każdym razem zdobywając medal. Na igrzyskach olimpijskich w 1920 w Antwerpii zdobył srebrny medal w jedynce, przegrywając jedynie z Johnem B. Kellym ze Stanów Zjednoczonych. Zwyciężył w tej konkurencji na igrzyskach olimpijskich w 1924 w Paryżu, wyprzedzając Williama Gilmore’a z USA i Josefa Schneidera ze Szwajcarii. Zdobył srebrny medal w ósemce na igrzyskach olimpijskich w 1928 w Amsterdamie (w osadzie brytyjskiej płynęli wraz z nim: Jamie Hamilton, Guy Oliver Nickalls, John Badcock, Donald Gollan, Harold Lane, Gordon Killick, Harold West i Arthur Sulley).
Zwyciężył w czwórce bez sternika (w składzie: John Badcock, Jack Beresford, Hugh Edwards i Rowland George) na igrzyskach olimpijskich w 1932 w Los Angeles. Na swych piątych igrzyskach olimpijskich w 1936 w Berlinie zwyciężył w dwójce podwójnej, wiosłując w parze z Dickiem Southwoodem. Na tych igrzyskach był również chorążym reprezentacji Wielkiej Brytanii na ceremonii otwarcia.
Jako reprezentant Anglii zdobył srebrny medal w jedynce na igrzyskach Imperium Brytyjskiego w 1930 w Hamilton.
Wielokrotnie wygrywał prestiżowe regaty w Henley-on-Thames. Siedem razy z rzędu (w latach 1920–1926) zwyciężył w regatach jedynek Wingfield Sculls.
W 1960 został komandorem Orderu Imperium Brytyjskiego.

## Rodzina
Był synem Juliusa Beresforda, wicemistrza olimpijskiego w wioślarstwie ze Sztokholmu w 1912. Jego bratanek Michael Beresford startował w wioślarstwie na igrzyskach olimpijskich w 1960 w Rzymie.